# Vauchignon
Vauchignon foi uma antiga comuna francesa na região administrativa da Borgonha-Franco-Condado, no departamento de Côte-d'Or. Estendia-se por uma área de 4,09 km². Em 2010 a comuna tinha 39 habitantes (densidade: 9,5 hab./km²).
Em 1 de janeiro de 2017, passou a fazer parte da nova comuna de Cormot-Vauchignon.